# Pleš (Bednja)
Pleš falu Horvátországban Varasd megyében. Közigazgatásilag Bednjához tartozik.

## Fekvése
Varasdtól 30 km-re nyugatra, községközpontjától 3 km-re északnyugatra a Bednja völgyében fekszik.

## Története
1456-ig a család kihalásáig, a Cilleiek birtoka. Ezután Vitovec János horvát báné, majd Corvin Jánosé lett, aki Gyulay Jánosnak adta. A Gyulayak három nemzedéken át birtokolták, de 1566-ban kihaltak és a birtok a császárra szállt. I. Miksa császár szolgálataiért Draskovich György horvát bánnak adta és a 20. századig család birtoka
A falunak 1857-ben 363, 1910-ben 655 lakosa volt. A trianoni békeszerződésig Varasd vármegye Ivaneci járáshoz tartozott. A régi iskola 1928-ban épült. 2001-ben a falunak 108 háztartása és 301 lakosa volt.

## Külső hivatkozások
- Bednja község hivatalos oldala